# Demetrio de Magnesia
Demetrio de Magnesia (Griego antiguo: Δημήτριος; siglo I a. C.) fue un gramático y biógrafo griego, contemporáneo de Cicerón y Ático. Según Cicerón, había enviado a Ático una obra suya sobre la concordia (en griego: Περὶ ὁμονοίας), que Cicerón también estaba ansioso por leer. Una segunda obra suya, a la que se hace referencia a menudo, era de carácter histórico y filológico, y trataba de poetas y otros autores que tenían el mismo nombre (en griego Περὶ ὁμωνύμων ποιητῶν καὶ συγγραφέων). Esta importante obra, a juzgar por lo que se cita de ella, hablaba sobre las vidas de las personas y un examen crítico de sus méritos. Por ejemplo, Diógenes Laercio cita a Demetrio como una fuente clave en su biografía del historiador Jenofonte, proporcionando información sobre Jenofonte que de otro modo sería desconocida.